# Palestrina (ópera)
Palestrina es una opera del compositor alemán Hans Pfitzner sobre el compositor italiano Giovanni Pierluigi da Palestrina y su rol en el contexto del Concilio de Trento. La ópera fue estrenada en 1917 por Bruno Walter en el Prinzregententheater en Múnich.
La trama describe el rol del compositor en las luchas políticas de la Reforma y la Contrarreforma. El compositor es el salvador del arte divino, aun rodeado por las bajezas de la política papal. Al componer la Missa Papae Marcelli, Palestrina logra defender la autonomía del arte contra los ataques políticos del Concilio de Trento.
Esta ópera rara vez se representa en la actualidad; en las estadísticas de Operabase aparece con sólo 5 representaciones en el período 2005-2010.

## Personajes
| Personaje                                                             | Tesitura      | Elenco del estreno, 12 de junio de 1917 (Director: Bruno Walter) |
| --------------------------------------------------------------------- | ------------- | ---------------------------------------------------------------- |
| Giovanni Pierluigi da Palestrina                                      | tenor         | Karl Erb                                                         |
| Lukrezia, su esposa, recientemente fallecida                          | contralto     | Luise Willer                                                     |
| Ighino, su hijo                                                       | soprano       | Maria Ivogün                                                     |
| Silla, su pupilo                                                      | mezzosoprano  | Emmy Krüger                                                      |
| Bernardo Novagerio, legado del cardenal                               | tenor         | Paul Kuhn                                                        |
| Obispo de Budoja                                                      | tenor         | Willi Birrenkoven                                                |
| Carlo Borromeo, un cardenal romano                                    | barítono      | Fritz Feinhals                                                   |
| Giovanni Morone, legado del cardenal                                  | barítono      | Friedrich Brodersen                                              |
| Conde Luna, embajador del rey de España                               | barítono      | Alfons Gustav Schützendorf                                       |
| Papa Pío IV                                                           | bajo          | Paul Bender                                                      |
| Obispo Ercole Severolus, maestro de ceremonias del Concilio de Trento | bajo-barítono | Alfred Bauerberger                                               |
| Cardenal Christoph Madruscht, príncipe obispo de Trento               | bajo          | Max Gillman                                                      |
| Theophilus, Obispo de Imola                                           | tenor         |                                                                  |
| El cardenal de Lorena                                                 | bajo          |                                                                  |
| Abdisu, patriarca de Asiria                                           | tenor         |                                                                  |
| Anton Brus von Müglitz, arzobispo de Praga                            | bajo          |                                                                  |
| Avosmediano, obispo de Cádiz                                          | bajo-barítono |                                                                  |

## Registros
Nicolai Gedda, Karl Ridderbusch, Bernd Weikl, Herbert Steinbach, Dietrich Fischer-Dieskau, Victor von Halem, John van Kesteren, Peter Meven, Hermann Prey, Friedrich Lenz, Adalbert Kraus, Franz Mazura, Helen Donath, Brigitte Fassbaender, Gerd Nienstedt; Bavarian Radio Chorus; Tölzer Knabenchor; Orquesta Sinfónica de la Radio de Baviera, Rafael Kubelík.
- Julius Patzak, Hans Hotter, Ferdinand Frantz, Georg Wieter, Franz Klarwein, Katja Sabo, Kathe Neuburg, Bavarian State Opera Chorus and Orchestra (Prinzregenten-Theater), Robert Heger - 1951.

- Julius Patzak, Hans Hotter, Dietrich Fischer-Dieskau, Gottlob Frick, Anny Schlemm, Richard Kraus.